# Stazione di Berlino-Kaulsdorf
La stazione di Berlino-Kaulsdorf (in tedesco Berlin-Kaulsdorf) è una stazione ferroviaria di Berlino, sita nel quartiere omonimo.

## Storia
Il fabbricato viaggiatori, costruito nel 1901, fu ampliato intorno al 1932 su progetto di Richard Brademann.

## Movimento
La stazione è servita dalla linea S 5 della S-Bahn.

## Interscambi
- Fermata autobus